# Arquero líbero

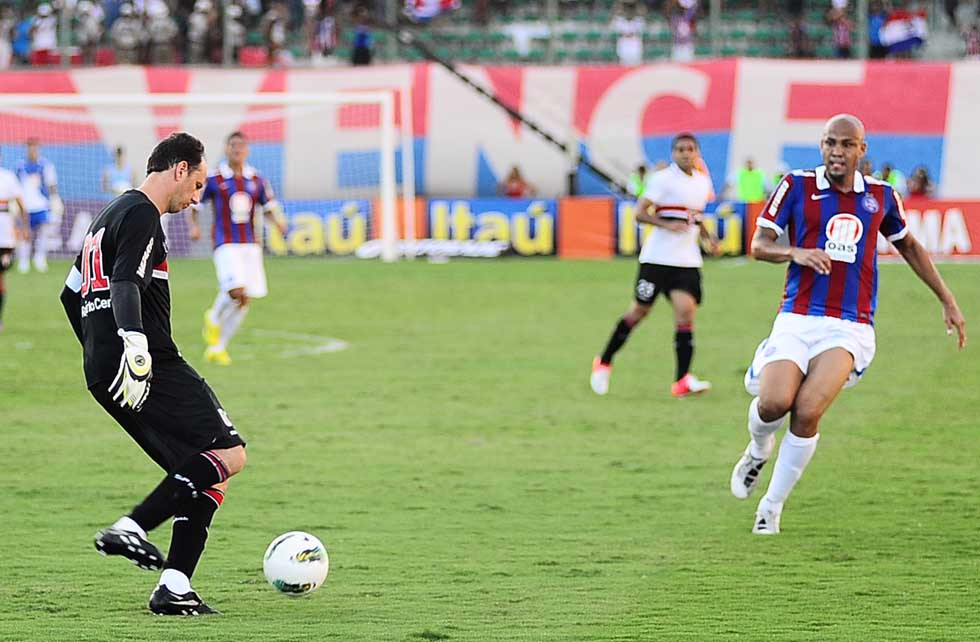
Rogério Ceni controlando la pelota con los pies fuera del área penal.

Un arquero líbero (también conocido como arquero volante, portero delantero o portero ambulante) es aquel guardameta que, en el fútbol, se involucra en el juego fuera de su área, normalmente con una buena habilidad con los pies.
Las principales acciones de un arquero líbero suelen ser tiros libres, tiros de esquina o penales. En el caso de los tiros de esquina es más frecuente que suban a rematar con la cabeza, por su altura por encima del promedio, pero en otros casos son ellos los que los cobran.
Otras costumbres de este tipo de arqueros son salir a cortar el juego fuera del área, jugar con los pies e incluso ejecutar saques de banda.
Algunas de las características importantes de un arquero volante son la extravagancia, el atletismo y la capacidad de tomar riesgos. Este tipo de arqueros también se caracterizan por poder organizar a su defensa para que su ausencia en el arco no sea un problema grave.

## Historia

René Higuita (derecha) con la selección de Colombia en 1990.

Originalmente, los arqueros podían tener las manos sobre el balón hasta la mitad del campo. En 1912, se restringió esta posibilidad al área penal (18 m), provocando que la zona de juego de los arqueros se limitara a la portería. Tras esta limitación, en los años cuarenta, arqueros como el argentino Amadeo Carrizo y el húngaro Gyula Grosics desarrollaron un estilo de juego diferente. Abandonaban el arco y colaboraban en el juego defensivo y ofensivo de su equipo. Carrizo salía a cortar centros o a achicar y embestir la pelota en los pies del rival. En 1953, en el partido conocido como el partido del siglo, la selección de Hungría goleó en Inglaterra. Los delanteros y mediocampistas obtuvieron mucho reconocimiento por la victoria, pero el guardameta Grosics fue más que un último defensor durante el juego.
El colombiano René Higuita solía salir del área a regatear al otro equipo, pero en los octavos de final de la Copa Mundial de Italia 1990, tras un intento de finta contra la selección de Camerún, Roger Milla logra robarle el balón para marcar un gol. Colombia terminaría perdiendo el partido y siendo eliminado de la Copa.
En 1992 hubo un cambio en las reglas de la FIFA, el cual prohibía a los guardametas atrapar los pases de otros jugadores de su mismo equipo. Antes de la implementación de esta regla, era común que los defensores devolvieran el balón al arquero para aprovechar la seguridad que la pelota tenía en sus manos y posponer las acciones ofensivas del equipo contrario. Con la nueva normativa aplicada, porteros latinoamericanos como René Higuita, Jorge Campos y José Luis Chilavert comenzaron a destacar, pues ya estaban acostumbrados a jugar con los pies.
En la Copa Mundial de Brasil 2014, Manuel Neuer tuvo varias intervenciones fuera del área. En el partido ante Argelia, tocó 21 veces el balón fuera del área. Fue comparado con un defensa central. Más adelante, en la final contra Argentina, tuvo más apariciones cortando espacio a la albiceleste. En una de estas intervenciones derriba a Gonzalo Higuaín en el borde del área, desatando polémica por un posible penal. El arquero no fue amonestado y posteriormente ganaría el partido y la Copa con la selección de Alemania.

## Arqueros líberos destacados[citarequerida]
Por orden cronológico en su debut. Algunos porteros liberos destacados de la historia son los siguientes:
| Jugador                                          | Nacionalidad | Club (1)               | Debut deportivo | Retirada deportiva |
| ------------------------------------------------ | ------------ | ---------------------- | --------------- | ------------------ |
| Amadeo Carrizo                                   | Argentina    | River Plate            | 1945            | 1970               |
| Gyula Grosics                                    | Hungría      | Budapest Honvéd FC     | 1945            | 1962               |
| Miguel Ángel Santoro                             | Argentina    | Independiente          | 1962            | 1977               |
| Hugo Orlando Gatti                               | Argentina    | Boca Juniors           | 1962            | 1988               |
| José Luis Chilavert                              | Paraguay     | Vélez Sarsfield        | 1980            | 2004               |
| René Higuita                                     | Colombia     | Atlético Nacional      | 1985            | 2009               |
| Misael Alfaro                                    | El Salvador  | Firpo                  | 1987            | 2010               |
| Jorge Campos                                     | México       | Pumas de la UNAM       | 1988            | 2004               |
| Rogério Ceni                                     | Brasil       | São Paulo              | 1990            | 2015               |
| Fernando Patterson                               | Costa Rica   | Xelajú Mario Camposeco | 1991            | 2013               |
| Hans-Jörg Butt                                   | Alemania     | Bayer 04 Leverkusen    | 1994            | 2012               |
| Dimitar Ivankov                                  | Bulgaria     | Levski Sofia           | 1995            | 2011               |
| Rafael Dudamel                                   | Venezuela    | Independiente Santa Fe | 1988            | 2010               |
| Johnny Vegas                                     | Perú         | Cienciano              | 1997            | 2017               |
| Vincent Enyeama                                  | Nigeria      | Hapoel Tel Aviv        | 1999            | 2020               |
| Sebastián Saja                                   | Argentina    | Racing Club            | 2000            | 2017               |
| Manuel Neuer                                     | Alemania     | Bayern de Múnich       | 2006            | -                  |
| Ederson Moraes                                   | Brasil       | Manchester City        | 2011            | -                  |
| (1) Club con el que ha disputado más encuentros. |              |                        |                 |                    |

## Datos destacables
- El arquero Hugo Orlando Gatti fue delantero titular en dos ocasiones. Ambas fueron en partidos amistosos.[12][13]
- El único portero que ha marcado un hat-trick ha sido José Luis Chilavert.[14]
- Jorge Campos mide 1,68 m, lo que lo hace el guardameta más bajo de la historia.[15] Además de esto, es el único portero de la historia que también jugaba en la posición de delantero,[16] jugando varios juegos iniciando en esta posición y cambiando durante el partido con Pumas UNAM y la selección mexicana de fútbol. Utilizando en ocasiones los dorsales 9 como portero, 1 como delantero y el 19.
- Rogério Ceni ha sido el portero más goleador de la historia, con 129 tantos.[17]